# Ulrich Zwingli
Ulrich Zwingli (ejtsd: ulrih cvingli; keresztneve Huldrych vagy Huldreich alakban is előfordul), (Wildhaus, Sankt Gallen kanton, 1484. január 1. – Kappel am Albis, Zürich kanton, 1531. október 11.) svájci reformátor, a református egyház egyik alapítója.

## Élete és tevékenysége

### Korai évei
Wildhausban, a toggenburgi grófság egyik hegyi községében született, ahol édesapja bíró volt. Bölcsészeti és humanisztikus tanulmányait a berni akadémián és 1498-tól a Bécsi Egyetemen végezte, a teológiát pedig 1502 után a Bázeli Egyetemen, ahol a kiváló tudós, Wyttenbach Tamás tanítványa volt. 1506-tól 1516-ig Glarusban volt lelkész, de 1512 és 1515 között két hadjáratban is részt vett. Tábori lelkészként elkísérte a II. Gyula pápa zsoldjában álló híveit a franciák ellen Lombardiában folytatott hadjáratra. E szolgálatáért a pápától 1517-ig évi 50 forint díjat kapott.
Már glarusi pap korában sokat foglalkozott az Újszövetséggel, megérlelődött benne a meggyőződés, hogy az egyház tana nincs teljes összhangban a Szentírással. Amikor pedig 1516-ban a messze földön híres búcsújáróhelyre, Maria-Einsiedelnbe nevezték ki, és ott egész közelről tapasztalhatta az oda zarándokoló tömegeknek az ilyen búcsújáróhelyeken levő szentképek iránti babonás tiszteletét, nyilvánosan kikelt a búcsújárások s más visszaélések, többek közt a bűnbocsátólevelek árusítása ellen is, amellyel Svájcban Sámson Bernát Ferences rendi szerzetest bízták meg 1518-ban; sőt püspökét (a konstanzi) is felhívta az egyháznak az Isten igéje szerint való reformálására.

### A zürichi reformátor
Zwingli bátor fellépésének híre csakhamar messze földre eljutott. A zürichiek meghívták főtemplomuk lelkészéül, amely állását Zwingli 1519. január 1-jén foglalta el. Mindjárt beköszöntő beszédében kijelentette, hogy ő a szentírást fogja prédikálni. Úgy is cselekedett, és egy-két év leforgása alatt a reformáció ügye nemcsak Zürichben, de a német határokhoz közelebb eső többi német ajkú kantonban is, ezenkívül Bernben is nagy lendületet vett. A reformációt több lelkes hittudós lelkész és szerzetes, mint Oecolampadius, Berchtold Haller és Kolb is támogatta. De a vallási reformokkal együtt a politikai téren is sokakat igen közelről érdeklő reformmozgalmat indított Zwingli.
Nagy veszélyt látott hazájára, de honfitársainak erkölcsi életére nézve is a svájciak azon szokásában, hogy ezek jó pénzért zsoldosnak beállottak idegen fejedelmeknek, főként a pápának, a francia királyoknak, Milánónak szolgálatába, s csupán anyagi haszonért készek voltak embertársaikat, sokszor az ellenfél táborában zsoldosként harcoló saját testvéreiket is gyilkolni. A vallási visszaélésekkel együtt ő ezen visszaélést is erős támadás alá vette, ami növelte híveinek is, de az évi zsold elveszítését féltő ellenségeinek a számát is. A zürichiek őt támogatták; a kanton hatósága 1520-ban egyfelől megtiltotta a bűnbocsátóleveleknek a kanton területén való árusítását, másrészt a papoknak meghagyta, hogy csupán az evangéliumot prédikálják.
Pár évvel később megjelent Zwinglinek az első reformátori irata a nagyböjt ellen; ugyanekkor ő és tíz társa a konstanzi püspökhöz egy szerény, de határozott hangon írt levelet intézett, amelyben kijelentették szilárd elhatározásukat Isten segedelmével az evangélium prédikálására, és egyszersmind kérték a papi nőtlenségi törvény megszüntetését.
Miután ezekért Zwinglit eretneknek nyilvánították, a zürichi főtanács vitát hirdetett (1523. január 29.), mindenkit felhívott a Zwingli által hirdetett tételek megcáfolására. A vitán mintegy 600 egyházi és világi személy jelent meg, köztük a konstanzi püspök helyettese, Faber is; minthogy azonban Zwingli tételei ellenében csupán a hagyományt és a zsinatok tekintélyét állította, a főtanács Zwinglit nyilvánította győztesnek.

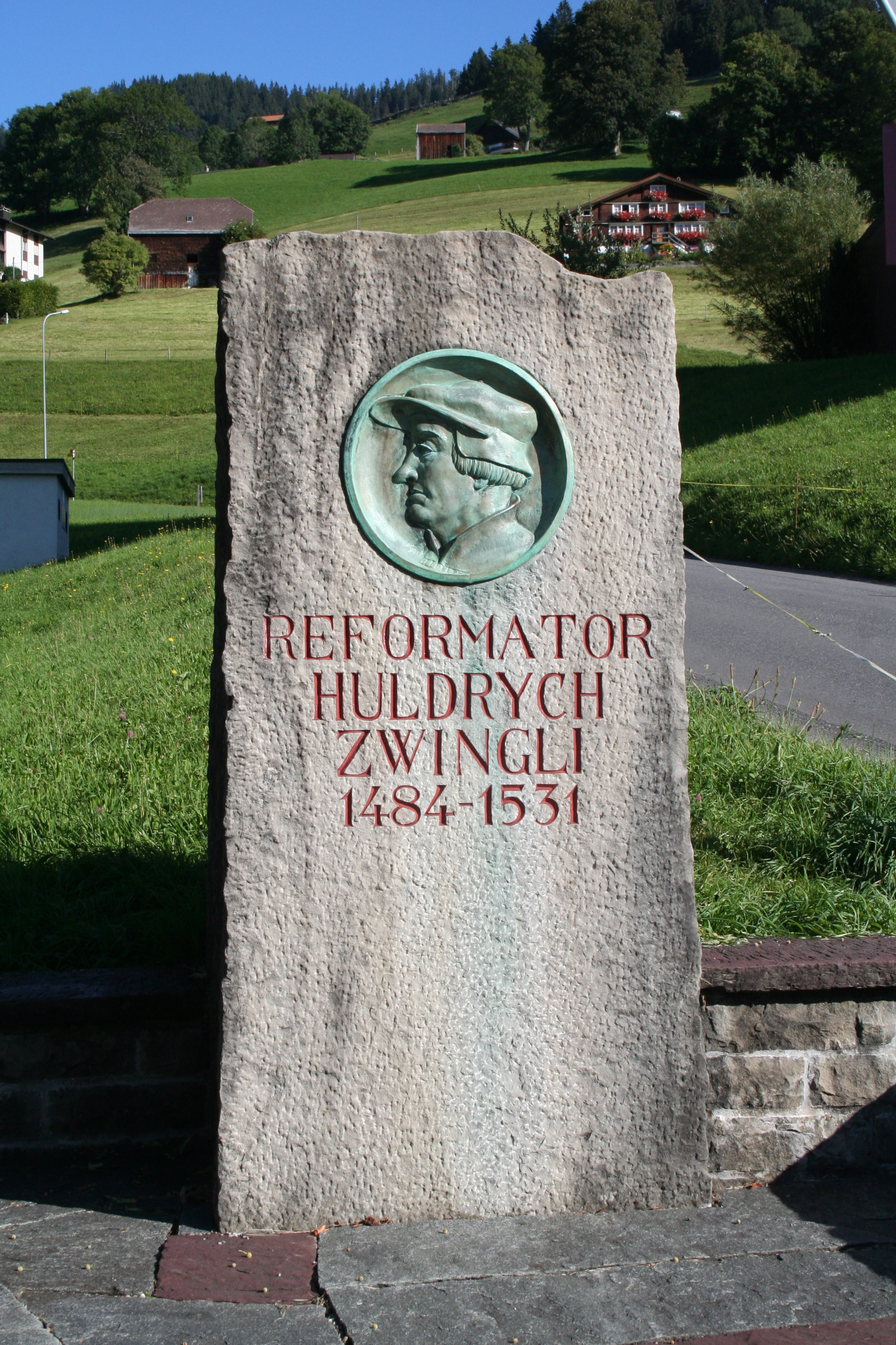
Ulrich Zwingli
emlékműve

Ugyanez év őszén mintegy 900 tag és községi küldöttek jelenlétében a képek tiszteletéről és a miséről tartottak egy másik vitát, amelynek eredményeként a templomokból a képeket, szobrokat, oltárokat eltávolították, majd a misét eltörölték, s helyette 1524 karácsonyán az úrvacsorát fatányérokról és fakupákból két szín alatt szolgáltatták ki. Zwingli ugyanezen évben megnősült. A következő évben kiadta fő művét Commentarius de vera et falsa religione („Kommentár az igaz és hamis hitről”) címen, ezáltal megteremtette az általa indított reformáció szilárd alapjait.

### Zwingli tanítása
Zwingli reformátori tana a németországi reformátorok tanaival jórészt egyeztek, azonban egyes pontokban voltak közöttük eltérések is. Így például Luther Márton és társai az eredendő bűnről, a szabad akaratról, a megigazulásról Szent Ágoston nézeteit vallották, míg Zwingli erősen hajlott Pelagius felé; de a fő eltérés az úrvacsorai tanra nézve, de volt ezenkívül eltérés a külsőségeket és szertartásokat, valamint az egyházkormányzatot illetően is. Zwingli kiküszöbölt az egyházból minden külsőséget, kezdetben még az orgonát is, az egyház legfőbb kormányzó hatóságaként pedig a nép szabad választása folytán létrejött, világi hatóságot ismerte el.

### Ellentétek a kantonok között és Zwingli halála
A gazdagabb és műveltebb kantonok Zwinglihez csatlakoztak, míg az öt „őskanton” (Schwyz, Zug, Luzern, Uri, Unterwalden), amelyek szegény lakossága a külföldről húzott zsoldra inkább rá volt szorulva, és amely inkább a papok és szerzetesek befolyása alatt állt, határozottan ellenzett minden újítást. Az ellentétek már 1529-ben majdnem háborút idéztek elő, de ekkor az ún. első kappeli békével az összeütközést megelőzték. 1531. október 11-én azonban ismét ellenségként találkoztak egymással Kappel mellett a katolikus és a reformokat befogadott kantonok; az ütközetben az előbbiek győztek, Zwingli is elesett a csatatéren, holttestét másnap máglyán megégették, porait szélnek eresztették.

## Emlékezete
Emlékére Kappel mellett 1838-ban emlékszobrot állítottak. 

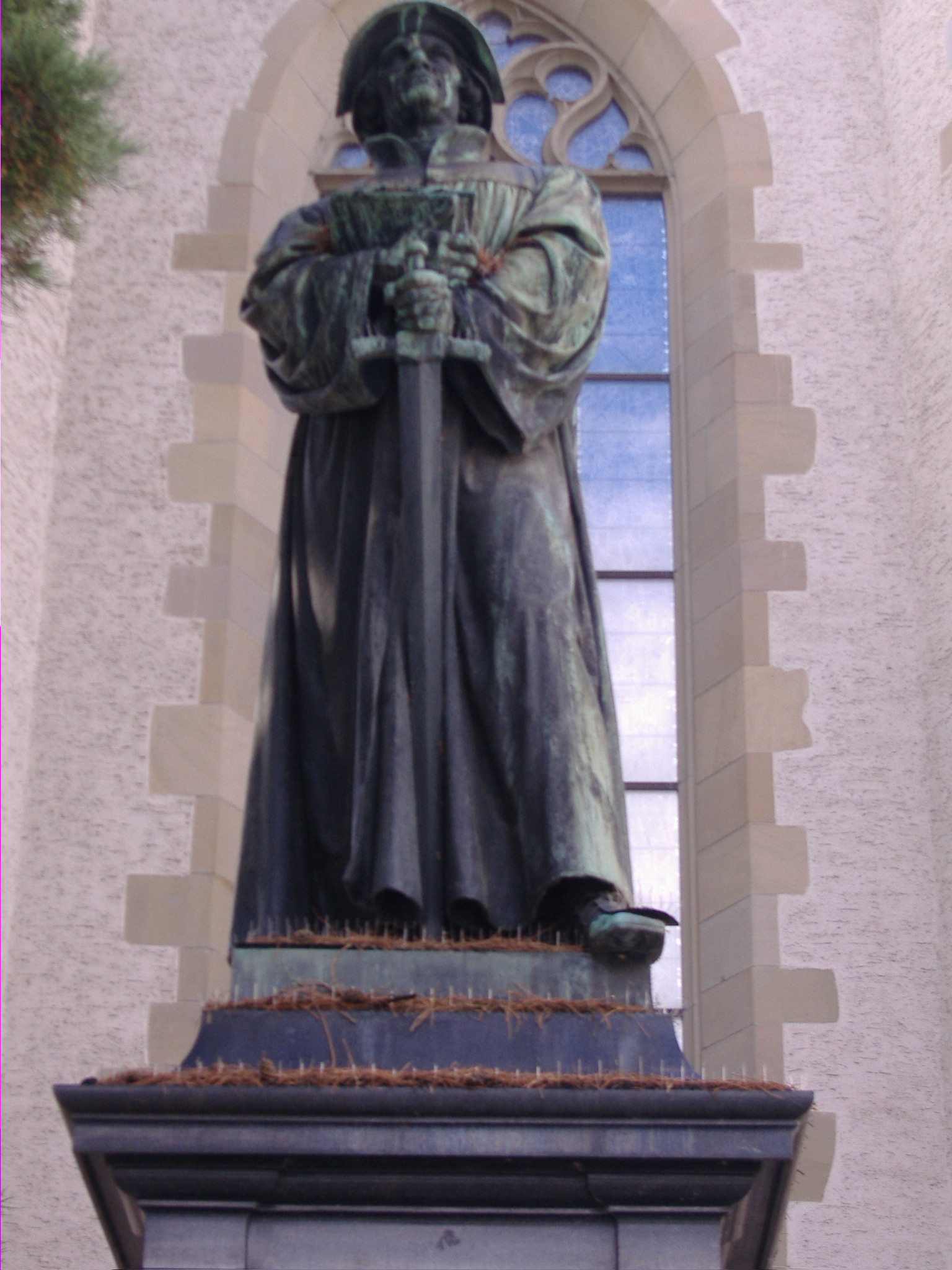
Zwingli emlékműve Zürichben

Zwingli összes művei először 1545-ben, majd 1581-ben jelentek meg ívrét alakban, Schuler és Schultes adták ki azokat (1828–1842, 8 kötet, azokhoz Toldalék, 1861).

## Magyarul
- Commentarius vagyis Az igaz és a hamis vallás magyarázata; ford.Tüdős István, Pruzsinszky Pál; Hornyánszky Ny., Bp., 1905 (Magyar Protestáns Irodalmi Társaság kiadványai); hasonmás kiadás: 1999

## Szakirodalom
- Márk Ferenc: Zwingli Ulrich élete és reformátori működése; Hornyánszly Ny., Bp., 1884
- Benke István: Zwingli Ulrik élete és a helvét reformáczió megalapítása; szerzői, Sepsiszentgyörgy, 1884
- Madai Pál: Zwingli mint politikai reformátor; Barcza Ny., Bp., 1908
- Soós Béla: Zwingli és Luther találkozása Marburgban. Részlet egy készülő Zwingli-életrajzból; Városi Ny., Debrecen, 1932 (Theologiai tanulmányok)
- Soós Béla: Zwingli Ulrik küzdelme a római katolikus egyház ellen 1519–1524-ig; Városi Ny., Debrecen, 1935
- Orth Győző: Isten harsonája. Zwingli Ulrik élete; Kálvin Ny., Oradea, 1939? (Református könyvtár)
- Zsirka László: Zwingli Ulrik élete és munkássága; Teológiai Önképzőköri Társulat, Debrecen, 1992 (Teológiai Önképzőköri Társulat füzetei)
- Ulrich Gäbler: Huldrych Zwingli. Bevezetés életébe és munkásságába; utószó Martin Sallmann, ford. Koczó Pál; Kálvin, Bp., 2008
- Lányi Gábor János: A kálvinizmus nyitánya. Berni zwingliánusok és francia-svájci kálvinisták vitája az egyházfegyelem gyakorlásáról; KRE–L'Harmattan, Bp., 2017 (Károli könyvek. Monográfia)